# توني بانفيلد
توني بانفيلد (بالإنجليزية: Tony Banfield)‏ هو لاعب كرة قدم أمريكية أمريكي، ولد في 18 ديسمبر 1938 في إنديبيندنس في الولايات المتحدة.

## وصلات خارجية
- توني بانفيلد على موقع مرجع كرة القدم المحترفة.كوم (الإنجليزية)